# Amt Mitteldithmarschen

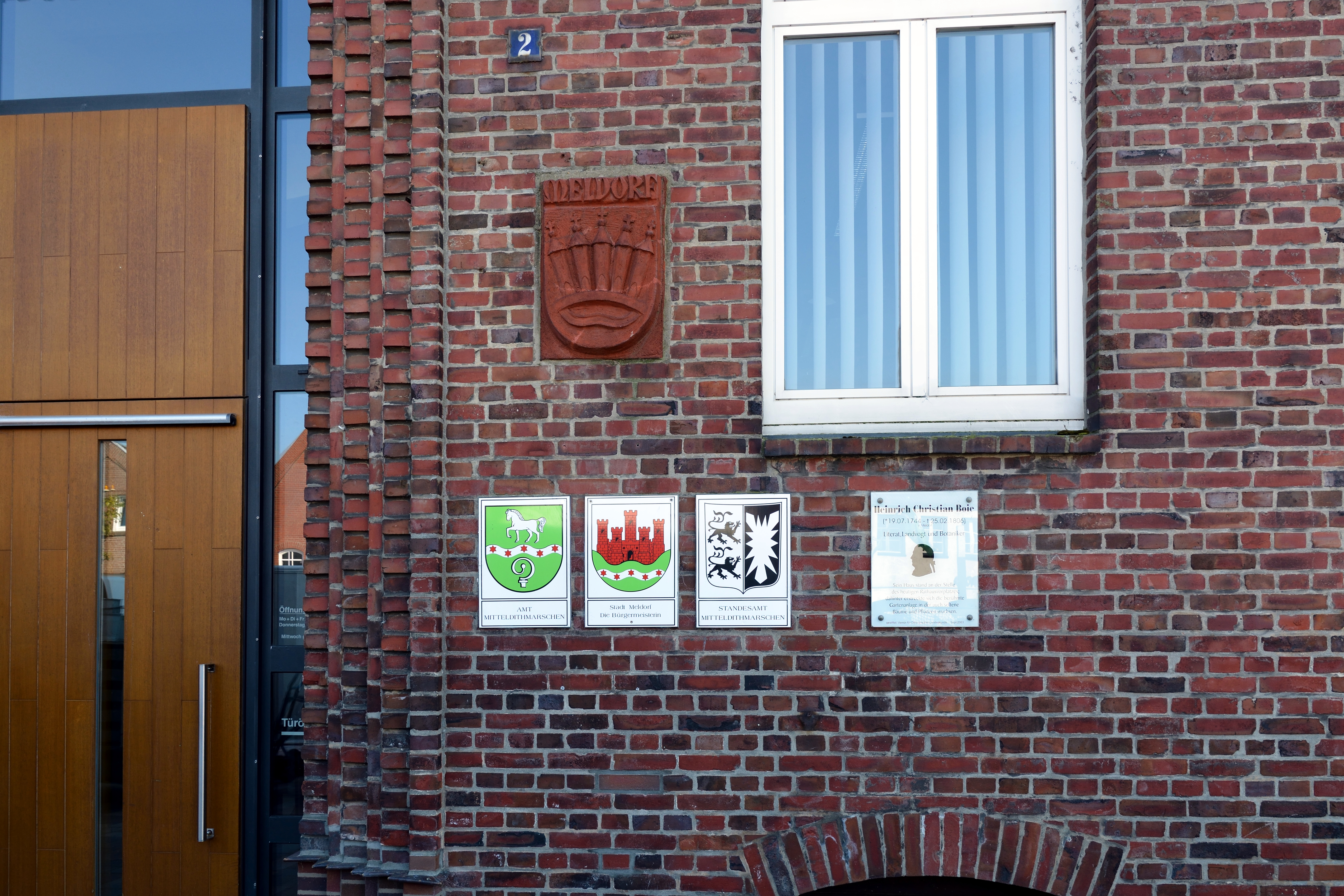
Eingang des Amtsgebäudes in Meldorf

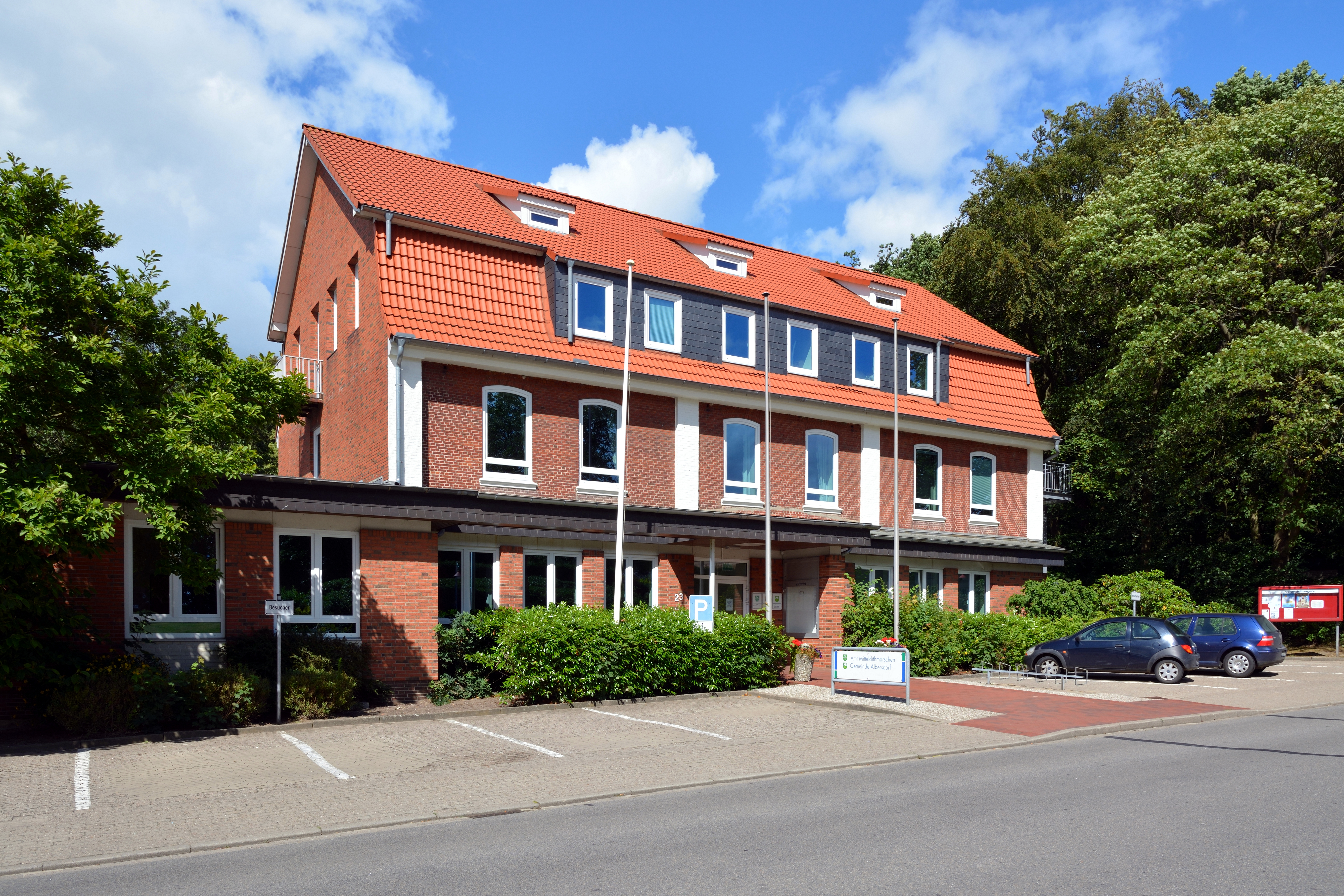
Das Amt in Albersdorf

Das Amt Mitteldithmarschen ist ein Amt im Kreis Dithmarschen in Schleswig-Holstein. Der Verwaltungssitz befindet sich in der Stadt Meldorf, ein zweites Bürgerbüro befindet sich in Albersdorf.

## Amtsangehörige Gemeinden
1. Albersdorf
2. Arkebek
3. Bargenstedt
4. Barlt
5. Bunsoh
6. Busenwurth
7. Elpersbüttel
8. Epenwöhrden
9. Gudendorf
10. Immenstedt
11. Krumstedt
12. Meldorf, Stadt
13. Nindorf
14. Nordermeldorf
15. Odderade
16. Offenbüttel
17. Osterrade
18. Sarzbüttel
19. Schafstedt
20. Schrum
21. Tensbüttel-Röst
22. Wennbüttel
23. Windbergen
24. Wolmersdorf

## Geschichte
Das Amt Mitteldithmarschen wurde zum 25. Mai 2008 aus der amtsfreien Stadt Meldorf und den Gemeinden der Ämter Kirchspielslandgemeinde Albersdorf und Kirchspielslandgemeinde Meldorf-Land gebildet.

## Wappen
Blasonierung: „In Grün ein leicht gesenkter, mit fünf roten Sternen belegter silberner Wellenbalken. Oben ein schreitendes silbernes Pferd, unten eine silberne Krümme eines Bischofsstabes.“
Die Figuren des Wappens sind Zitate aus den Wappen der drei Verwaltungseinheiten, aus denen das Amt gebildet wurde. Das Pferd stammt aus dem Wappen des Amtes Kirchspielslandgemeinde Meldorf-Land, die Sterne entstammen dem Meldorfer Wappen und der Bischofsstab dem Wappen des Amtes Kirchspielslandgemeinde Albersdorf.

### Flagge
Blasonierung: „Auf dem grünen Flaggentuch die Figuren des Amtswappens in flaggengerechter Tinktur.“

## Sonstiges
Besonderheiten des Amtes sind der unter Naturschutz stehende Speicherkoog mit reichhaltigen Wassersportmöglichkeiten und dem Meldorfer Hafen, sowie der Steinzeitpark-Albersdorf im Osten des Amtes mit dem Archäologisch-Ökologischen Zentrum Albersdorf und dem Naturerlebnisraum Gieselautal. Der historische Ortskern von Meldorf beherbergt mit St. Johannis (‚Meldorfer Dom‘) die größte Kirche an der Nordseeküste zwischen Hamburg und Ripen, der ältesten Stadt Dänemarks.
Das Amt grenzt im Westen an die Nordsee und im Osten an Eider, Gieselau- und Nord-Ostsee-Kanal.